# Carlos de Niggro
Antonio Carlos dos Santos mais conhecido como Carlos de Niggro (São Paulo, 27 de junho de 1977), é um ator, dublador e rapper brasileiro.

## Biografia
Gradua-se em Educação Artística com Habilitação em Artes Cênicas pela Faculdade Paulista de Artes, estuda na Escola Livre de Teatro do Sesi AE Carvalho, entre 1998 e 2002. Faz Oficina de Comédia Del Arte, em 1998, e Curso de Interpretação para Cinema e TV, com Luis Pilar.
Em 2008, participa da oficina de interpretação para teatro do argentino Raúl Serrano e do polonês discípulo de Grotowski, Piotr Borowski. Faz a oficina de ator e manipulação de bonecos na Argentina com Sergio Mercurio.
Inicia a carreira artística aos 13 anos de idade no movimento Hip-Hop, primeiro dançando break, depois cantando rap. É um dos vocalistas,compositor e fundador do grupo de Rap Herança Negra formado em 1991 por Marcel, Léo e DJ A.L.X.
Ganha destaque na televisão no seriado Turma do Gueto exibido pela Rede Record. Com o fim do seriado foi convidado por Claúdio Callao um dos ex-diretores da Turma do Gueto para integrar o elenco do seriado infanto-juvenil Vila Maluca exibido pela RedeTV!.
No teatro, destacas-se em espetáculos como: “Diário dum Carroceiro”, direção Iara Brasil; “A Máquina”, direção de Marcelo Braga e José Eduardo Vendramini; “Um Retábulo para Cervantes”, direção de Jairo Maciel; “Eternas Polacas”, direção de Analy Alvarez;, ”Fuck You Baby”, direção de Paulinho Fabiano; “Game Over”, direção de Marcelo Medeiros e Néia Barbosa, “Encontros com Drummond” e "Hoje é dia de Rock", ambas sob a direção de Nivio Diegues, entre outras.
Em 2005 forma, com os atores Ailton Rosa, Fernando Colella, Adriano Araújo e Tatjana Eivazian, o grupo experimental Teatro das Almas, tendo como referências as artes visuais e a filosofia ocidental. Em 2010, funda a Di-Versus Cia. Teatral, com os atores Natalia Kesper e Renato Nascimento, estreando no ano seguinte com a peça "Pedra com Mel", no Festival Fringe de Curitiba. No cinema, participa do Filme 2 Coelhos, de Afonso Poyart, “Papo de Boteco”, de Diomédio Piskator, e “Andaluz”, de Guilherme Mota.

Em 2019, Carlos de Niggro lançou o Single “Me faz sentir bem” com produção musical e a direção de vídeo clipe de Léo Souza no Beat. Com uma batida bem pesada, a música cria um tecido envolvente, trazendo boas imagens, rimas bem encadeadas e muita delicadeza. O vídeo clipe que se encontra no Youtube já foi visualizado por mais de 13 mil pessoas.
Em 2020, estreou o espetáculo infantil A lenda do Cigano e do Gigante, dirigido por Kleber Montanheiro e produzido Fraga Films. Ainda em 2020, entrou para o grupo teatral chamado Projeto Crioulos, estreando o espetáculo Crioulos e o curta Cenas Pretas. E também do Grupo Dragão 7 onde fez parte do espetáculo Aquário, dirigido por Creusa Borges.
Quando começou a pandemia ele e sua namorada a também atriz Marisa Mainarte, estrearam a mini Websérie chamada 40tena, dirigido por Guilherme Motta. A série contava a história de um casal que é separado no inicio da pandemia e reflete todas as dúvidas a respeito do vírus naquela época.
Em 2021 estreou o espetáculo "Grand Pas de Deux" dirigido por Raphael Garcia.
Em 2022 estreou o espetáculo "Vida Bandida" do grupo Projeto Crioulos, dirigido por Caio D'Águilar.
Em 2023 estreou o espetáculo "Otelo, o outro", do grupo Oka de Teatro, dirigido por Miguel Rocha.

## Trabalhos em Dublagem

### Filmes
- Manual de Caça a Monstros (2020) - Voz adicional
- O próprio enterro (2023) - Chris Wakefield

### Séries
- Cardinal (2017-2020) - Toof (Brock Morgan)
- Sem Medo da Verdade (2018) - Odemark
- Power Book III: Raising Kanan (2021) - Voz Adicional
- Run the World (2021) - Voz adicional
- Andor (2022) - Hum
- A influenciadora ( 2023) - Victor
- Ah, o Natal... (2023) - Sfiso (Fezile Mkhize)

### Animações Ocidentais

##### Séries
- Carol e o Fim do Mundo (2023) - Connor

##### Longas
- Amsterdam (2022) - Voz adicional
- Raya e o Último Dragão (2021) - Voz Adicional
- Encanto (2021) - Voz adicional
- Eternos (2021) - Voz adicional
- Red: Crescer é uma Fera (2022) - Voz adicional
- Wish: O Poder dos Desejos (2023) - Voz adicional

## Atuação artística

### Televisão
| Ano       | Título                      | Papel             | Emissora      |
| --------- | --------------------------- | ----------------- | ------------- |
| 2002-2004 | Turma do Gueto              | Pernoca           | Rede Record   |
| 2004-2006 | Vila Maluca                 | Ripi-Ropi         | RedeTV!       |
| 2015-2016 | Cúmplices de um Resgate     | Vargas Houdini    | SBT           |
| 2021      | Super Lupa                  | Doutor Hélio      | TV Novo Tempo |
| 2023      | Betinho - No fio da Navalha | Funcionário Ibase | Globoplay     |

### Cinema
| Ano  | Título         |
| ---- | -------------- |
| 2010 | 2 Coelhos      |
| 2010 | Andaluz        |
| 2009 | Papo de Boteco |

### Curtas
| Ano  | Título                                         |
| ---- | ---------------------------------------------- |
| 2003 | República Dominicana - TV Japonesa Igahi Agahi |
| 2005 | Video para Camila                              |
| 2010 | Nigéria fim da linha - Direção. Elder Fraga    |
|      | Uma noite em Sampa - Direção. André Ladeira    |

### Teatro
| Ano       | Título |
| --------- | --- |
| 2013      | Estreou o Espetáculo Agora- Texto José Scavazini. Direção Marcos Caruso. |
| 2013      | Estreou o Espetáculo Arte no Canteiro na Paraíba. Direção Osvaldo Gabrieli - Companhia XPTO. |
| 2012      | Estreou o Espetáculo Arte no Canteiro no Mato Grosso do Sul. Direção Osvaldo Gabrielli - Companhia XPTO. |
| 2011      | Estreou o Espetáculo Pedra com Mel no Festival Fringe de Curitiba. O texto e a direção são do próprio grupo, a Di-Versus Cia. teatral. E a orientador está a cargo de Reinaldo Santiago e Marcília Rosário.                                            |
| 2010      | Fundou a Di-Versus Cia. Teatral junto com os atores; Natalia Kesper e Renato Nascimento. |
| 2007/2011 | Estreou a peça Ainda, de Gilda Elisa- Roteiro Adaptado por José Scavazini e Hiran Ravache, filho da Irene Ravache - direção de Marcos Caruso a peça esteve quatro anos em cartaz e contava no elenco com Ailton Rosa, José Scavazini e Carlos Mariano. |
| 2007      | Eternas Polacas, de Analy Alvarez - direção de Analy Alvarez |
| 2006/07   | Diário dum Carroceiro, de Sebastião Nicomedes - direção de Iara Brasil |
| 2006/07   | A Máquina, de Adriana Falcão - direção de Marcelo Braga e Eduardo Vendramini |
| 2006      | Electra Enlutada, de Eugene O'Neill - direção de André Latorre |
| 2006      | Um Retábulo para Cervantes, de Miguel de Cervantes - direção de Jairo Maciel |
| 2005      | Fuck you Baby, de Mário Bortolotto - direção de Paulinho Fabiano Teatro X |
| 2004      | Game Over, de Wilson Fumoy - direção de Marcelo Medeiros e Néia Barbosa |
| 2002      | Encontros com Drummond, de Núcleo Palavra em Movimento - direção Nivio Diegues |
| 2002      | Estrela Negra, de Ronaldo Ciambroni - direção Nivio Diegues |
| 2001      | Hoje é dia de Rock, de Zé Vicente - direção Nivio Diegues |
| 2001      | O Homem do Principio ao Fim, de Millôr Fernandes - direção Nivio Diegues |
| 1999/2000 | O Despertar da Primavera, de Frank Wedekind - direção Nivio Diegues |
| 1998/99   | Salve-se quem puder, de Luis Alberto de Abreu - direção Nivio Diegues |
| 1997      | Se esse quarto falasse…, de Sérgio Rios - direção de Sandra Gabi |